# Séisme de 1938 dans la mer de Banda
Le séisme de 1938 dans la mer de Banda a eu lieu le 1er février 1938 dans la mer de Banda dans l'est de l'Indonésie (à cette époque Indes néerlandaises). C'est le neuvième tremblement de terre le plus important du XXe siècle, avec une magnitude de 8,5 sur l'échelle de Richter, et une intensité de VII sur l'échelle de Mercalli. Il a provoqué un tsunami avec une vague atteignant 1,5 mètre. Il ne semble pas qu'il y ait eu de victime humaine.